# Учалинський район
Учали́нський район (рос. Учалинский район, башк. Учалы районы) — адміністративна одиниця Республіки Башкортостан Російської Федерації.
Адміністративний центр — місто Учали.

## Населення
Населення району становить 70371 особа (2019, 73268 у 2010, 75794 у 2002).

## Адміністративно-територіальний поділ
На території району утворено міське поселення та 18 сільських поселень, які називаються сільськими радами:
| Поселення                         | Площа, км² | Населення, осіб (2002) | Населення, осіб (2010) | Населення, осіб (2019) | Центр            | Населені пункти |
| --------------------------------- | ---------- | ---------------------- | ---------------------- | ---------------------- | ---------------- | --------------- |
| Учалинське міське поселення       | -          | 37196                  | 37788                  | 37710                  | Учали            | 1               |
| Амангільдінська сільська рада     | -          | 1173                   | 1103                   | 968                    | Малоказаккулово  | 6               |
| Ахуновська сільська рада          | -          | 2863                   | 2640                   | 2367                   | Ахуново          | 4               |
| Буйдинська сільська рада          | -          | 728                    | 764                    | 639                    | Буйда            | 1               |
| Ільчигуловська сільська рада      | -          | 1835                   | 1496                   | 1288                   | Ільчигулово      | 10              |
| Ільчинська сільська рада          | -          | 1813                   | 1706                   | 1638                   | Ільчино          | 2               |
| Імангуловська сільська рада       | -          | 1614                   | 1677                   | 1744                   | Імангулово       | 4               |
| Кірябінська сільська рада         | -          | 595                    | 487                    | 445                    | Кірябінське      | 3               |
| Кунакбаєвська сільська рада       | -          | 1896                   | 1940                   | 1891                   | Кунакбаєво       | 5               |
| Мансуровська сільська рада        | -          | 1779                   | 1699                   | 1447                   | Мансурово        | 7               |
| Міндяцька сільська рада           | -          | 4653                   | 3812                   | 3364                   | Міндяк           | 8               |
| Наурузовська сільська рада        | -          | 1049                   | 947                    | 726                    | Наурузово        | 5               |
| Новобайрамгуловська сільська рада | -          | 828                    | 724                    | 650                    | Новобайрамгулово | 4               |
| Поляковська сільська рада         | -          | 1244                   | 1087                   | 1012                   | Поляковка        | 2               |
| Сафаровська сільська рада         | -          | 1636                   | 1653                   | 1486                   | Сафарово         | 5               |
| Тунгатаровська сільська рада      | -          | 2781                   | 2299                   | 1887                   | Комсомольськ     | 10              |
| Уразовська сільська рада          | -          | 1945                   | 1683                   | 1361                   | Уразово          | 4               |
| Уральська сільська рада           | -          | 2721                   | 2462                   | 2057                   | Уральськ         | 5               |
| Учалинська сільська рада          | -          | 7445                   | 7301                   | 7691                   | Учали            | 4               |

## Найбільші населені пункти
| №  | Населений пункт | Населення, осіб (2010) | Населення, осіб (2010) |
| -- | --------------- | ---------------------- | ---------------------- |
| 1  | Учали (місто)   | 37 196                 | 37 788                 |
| 2  | Учали (село)    | 6 102                  | 6 049                  |
| 3  | Ахуново         | 2 610                  | 2 449                  |
| 4  | Міндяк          | 2 949                  | 2 282                  |
| 5  | Уральськ        | 1 856                  | 1 717                  |
| 6  | Сафарово        | 1 349                  | 1 410                  |
| 7  | Ільчино         | 1 203                  | 1 143                  |
| 8  | Уразово         | 1 128                  | 1 051                  |
| 9  | Імангулово      | 793                    | 861                    |
| 10 | Кунакбаєво      | 670                    | 750                    |